# 어깨동무 (영화)
"어깨동무"는 조진규 감독의 2004년 대한민국의 코믹 드라마 영화이다. 2004년 2월 시사회를 가졌고, 2004년 3월 12일에 개봉하였다.

## 출연
- 유동근 - 김태식 역
- 이문식 - 꼴통(박 형사) 역
- 이성진 - 동무 역
- 최령 - 쌍칼 역
- 조미령 - 미숙 역
- 김무생 - 태식부 역
- 김아중 - 대학생 역
- 장대성 - 이형사 역
- 배중식 - 작두 역
- 김구택 - 철기 역
- 강동엽 - 중기 역
- 강남구 - 장회장 역
- 엄지용 - 비서 역
- 강호동 - 강호동 역
- 박용진 - 배칠수 역
- 김철수 - 조직 보스 역
- 백승현 - 병찬 역
- 김경룡 - 김 형사 역
- 박정률 - 철기 친구 1 역
- 채성진 - 철기 친구 2 역
- 이림 - 두봉 모 역
- 김광순 - 형사 역
- 김훈호 - 수사관 역
- 최대웅 - 할아버지 역
- 오갑석 - 미용사 역
- 정미남 - 마약밀매상 역
- 육세진 - 젓가락 킬러 역
- 유현상 - 의경 1 역
- 천정환 - 의경 2 역
- 송경화 - 동창 친구 1 역
- 박예리 - 동창 친구 2 역
- 최우형 - 동창 친구 3역
- 현영임 - 뱀 동호회원 1역
- 박서현 - 뱀 동호회원 2 역
- 강유근 - 뱀 동호회원 3 역
- 크로우 - 밴드 멤버 역
- 김영자 - 미숙 모 역
- 이재동 - 어린 동무 역
- 양지영 - 어린 동훈 역

### 특별 출연
- 최철호 - 나동훈 검사 역
- 배기성 - 복면남 역
- 차태현 - 잡범 역
- 김태형 - 음반사 사장 역